# جبل كسار القلال
جبل كسّار القلال جبل ضمن سلسلة جبال ورغة، يقع بشمال غربي الجمهورية التونسية بولاية الكاف، شمال غربي مدينة الكاف وشرقي مدينة ساقية سيدي يوسف. يبلغ ارتفاعه 683 م.

## مواضيع ذات صلة
- جبال تونس
- ولاية الكاف